# Pentax FA 31mm F1.8
Pentax FA 31mm F1.8 AL Limited objektiv je širokokutni objektiv za 35mm format slike. Objektiv ima Pentax KFA bajonet, prsten blende i ugrađen mehanizam za automatsko fokusiranje. Zbog prisutnosti prstena blende objketiv je kompatibilan sa svim Pentax fotoaparatima s K bajonetom, ali ne s punom funkcionalnošću. Mogućnost automatskog fokusiranja neće moći iskoristiti fotoaparati s originalnom, M i A verzijom K bajoneta.
Na senzorima formata APC-S objektiv ima vidno polje kao 47mm objektiv na 35mm formatu slike i zbog toga se često koristi kao "normalni" objektiv. Pentax FA 31mm F1.8 poznat je po izvanrednoj kvaliteti slike koju daje.
Objektiv se proizvodi od 2001. godine.

## Tehničke specifikacije
| Vrsta objektiva                   | Širokokutni objektiv                      |
| Format slike                      | 35mm format (36x24mm) ili APC-S (24x16mm) |
| Bajonet                           | Pentax KAF                                |
| Fokalna duljina                   | 31                                        |
| Dijagonalno vidno polje           | 35mm format - 70° APC-S format - 50°      |
| Maksimalni otvor blende           | f/1.8                                     |
| Minimalni otvor blende            | f/22                                      |
| Promjer navoja za filter          | 58mm                                      |
| Minimalna udaljenost izoštravanja | 31cm                                      |
| Težina                            | 345 grama                                 |
| Dimenzije                         | 66.0mm dužine 68.5mm promjera             |
| Optička konstrukcija              | 9 elemenata, 7 grupa 9 listića blende     |